# Luis Emilio Rondón
Luis Emilio Rondón Hernández (9 de junio de 1957) es un político venezolano. En la actualidad es diputado de la Asamblea Nacional de Venezuela para el período 2016-2021, también fue vicepresidente del Parlasur por Venezuela (2016-2021). Miembro del partido socialdemócrata Un Nuevo Tiempo donde funge como su vicepresidente ejecutivo.

## Trayectoria
Académicamente es PhD en estudios del desarrollo, y es profesor de la Universidad Central de Venezuela y la Universidad Santa María. Su hijo Luis Emilio Rondón González fue rector principal del Consejo Nacional Electoral (2015-2020).
Fue electo diputado a la Asamblea Nacional en los comicios del 6 de diciembre de 2015 en representación del circuito 1 del estado Nueva Esparta, para el periodo 2016-2021.
Es vicepresidente de la formación política Un Nuevo Tiempo y fue antiguo militante del partido Acción Democrática.
Es diputado al Parlamento Sudamericano (PARLASUR) donde funge como vicepresidente por Venezuela.